# Instant Karma!
«Instant Karma!» (также известна под названием «Instant Karma! (We All Shine On)»; с англ. — «Мгновенная карма!») — песня британского рок-музыканта Джона Леннона, выпущенная в качестве сингла на лейбле Apple Records в феврале 1970 года. Текст песни выстроен вокруг идеи, что действия влекут последствия незамедлительно. Песня попала в первую пятёрку британских и американских чартов синглов, конкурируя с песней The Beatles «Let It Be» в США, где она стала первым сольным синглом участника группы, разошедшимся миллионным тиражом.
«Instant Karma!» была задумана, написана, записана и выпущена за десять дней, что сделало её одним из самых быстрых релизов в истории поп-музыки. Запись спродюсировал Фил Спектор, которому на волне успеха предложили стать продюсером альбома The Beatles Let It Be. «Instant Karma!», записанная в лондонской студии «Эбби-Роуд», использует фирменную технику Спектора — «стену звука». В записи приняли участие Джордж Харрисон (гитарист The Beatles), Клаус Форман, Алан Уайт и Билли Престон. Стороной «Б» сингла стала песня «Who Has Seen the Wind?», написанная и исполненная Йоко Оно.
Песня получила положительные отзывы и, по мнению некоторых музыкальных критиков, является одной из лучших записей в сольной карьере Леннона. Живое выступление, записанное в августе 1972 года на его и Оно концерте «One to One», в 1986 году было включено в посмертный альбом Live in New York City. Пол Уэллер, Duran Duran и U2 входят в число исполнителей, включивших «Instant Karma!» в свой репертуар. Припев композиции вдохновил писателя Стивена Кинга на название романа «Сияние» (1977).

## Предпосылки
«Все говорили о карме, особенно в шестидесятых. Но мне пришло в голову, что карма мгновенна и что она влияет на вашу прошлую жизнь или будущую жизнь. Реакция на то, что вы делаете сейчас, действительно существует… Кроме того, я очарован рекламой и продвижением как видом искусства… Идея мгновенной кармы была похожа на идею растворимого кофе: представить что-то в новой форме».
Джон Леннон встретил новый 1970 год вместе со своей женой Йоко Оно в Ольборге, Дания, установив отношения с бывшим мужем Оно, художником Тони Коксом, и навестив дочь Кокса и Оно, Киоко. Визит совпал с началом периода, который Леннон назвал «Year 1 AP (After Peace)» (с англ. — «Первый год после мира»), после широко разрекламированных им с Оно ночёвок в постели и других мероприятий в рамках кампании за мир в течение 1969 года. Мирные усилия Леннона получили признание в документальном фильме Man of the Decade (с англ. — «Человек десятилетия»), вышедшем на канале ITV, он также стал «Человеком года» по версии журнала Rolling Stone. Чтобы отметить новую эру, 20 января 1970 года пара остригла свои длинные, до плеч, волосы, совершив акт, который британская Daily Mirror назвала «…сенсационным снятием скальпов». Согласно комментарию Леннона, он собирался уйти от образа революционера с длинными волосами. Леннон и Оно пообещали выставить срезанные волосы на благотворительный аукцион. Чуть ранее, 5 января, пара объявила о том, что они пожертвуют все будущие гонорары от своих записей движению за мир.
Находясь в Дании, Леннон, Оно, Кокс и его партнёрша, Мелинда Кендалл, обсуждали концепцию «мгновенной кармы», согласно которой последствия действий человека наступают немедленно, а не являются результатом всей жизни. Впервые Леннон познакомился с концепцией кармы во время духовного пробуждения The Beatles в 1967 году. Биограф Филипп Норман писал: «Идея была квинтэссенцией Леннона — вековой буддийский закон причины и следствия превратился во что-то столь же современное и синтетическое, как растворимый кофе, и одновременно в буку из чулана, который достанет вас, если вы не будете осторожны». Утром 27 января, через два дня после возвращения в Великобританию Леннон уже знал начало песни. Работая дома за фортепиано, он развил идею и придумал мелодию для композиции, которую впоследствии назвал «Instant Karma!».
Леннон написал «Instant Karma!» за час. Джон решил сразу записать песню и позвонил своему коллеге по группе The Beatles Джорджу Харрисону и американскому продюсеру Филу Спектору, который находился в Лондоне по приглашению Аллена Клейна, менеджера компании The Beatles — Apple Corps. По воспоминаниям Леннона, в тот день он сказал Спектору: «Приходи скорее в Apple, я только что написал монстра».

## Композиция
В песне используется нисходящая мелодическая последовательность из трёх нот, схожая с английской детской песенкой «Three Blind Mice». Эта мелодия позднее прозвучала и в другой песне Леннона, «My Mummy's Dead», написанной в том же году. Вступление напоминает «Some Other Guy»: похожую по звучанию последовательность аккордов Леннон применил в сингле The Beatles 1967 года «All You Need Is Love». Когда вскоре после выхода сингла слушатель BBC Radio 1 указал Леннону на сходство «Instant Karma!» с «All You Need Is Love», Джон признал, что при написании мелодии он играл аккорды из этой песни. В последующем интервью нью-йоркской радиостанции WPLJ Леннон сказал, что он «украл вступление» у «Some Other Guy».
В своей книге The Words and Music of John Lennon Бен Юриш и Кеннет Билен пишут, что в первом куплете «Instant Karma!» присутствует саркастический призыв: «Возьми себя в руки / Довольно скоро ты умрёшь» (англ. Get yourself together / Pretty soon you're gonna be dead). Леннон подчёркивает, что «Это зависит от тебя — да, тебя!» (англ. It's up to you — yeah, you!). Филипп Норман, комментируя фразу «Возьми себя в руки» как «коронную фразу хиппи того времени», утверждает, что предупреждение о неминуемой смерти «очевидно не следует воспринимать буквально». Публицист Марк Хертсгаард цитирует строки «Почему, чёрт возьми, мы здесь / Наверняка, не для того, чтобы жить в боли и страхе» (англ. Why in the world are we here / Surely not to live in pain and fear) в качестве ещё одного примера того, как Леннон «задаётся вопросом о своём назначении на земле». Ранее эта тема затрагивалась в композиции 1966 года «Strawberry Fields Forever». Согласно Юришу и Билену, «Instant Karma!» требует признать всеобщую ответственность за благополучие человечества и действовать в соответствии с ней; кармическая награда за такой образ мыслей доступна всем, что подразумевается в призыве Леннона «Приди и получи свою долю» (англ. Come and get your share). Те же авторы сравнивают песню с синглом Леннона и Оно «Happy Xmas (War Is Over)» 1971 года; песня сначала возбуждает и провоцирует слушателей, а затем успокаивает.
Как и в «Give Peace a Chance» и «Power to the People» — синглах Леннона 1969 и 1971 годов, соответственно, — припев напоминает гимн; музыкант поёт: «Мы все сияем, как луна, звёзды и солнце» (англ. We all shine on, like the moon and the stars and the sun). Норман описывает припев как повторение Ленноном послания о «борьбе за мир и ненасильственном, оптимистичном единении». По словам биографа Леннона Джона Блейни, песня является призывом «к человечеству взять на себя ответственность за свою судьбу» и представляет «Леннона, развивающего свой собственный бренд эгалитаризма».

## Запись
Хотя Леннон всё ещё официально был членом The Beatles, в сентябре 1969 года он в частном порядке объявил о своём уходе из группы. Музыкант хотел сразу выпустить сингл «Instant Karma!», третий под совместным «псевдонимом» его самого и жены — Plastic Ono Band. Запись состоялась в студии Эбби-Роуд (Studio Two) на северо-западе Лондона вечером 27 января 1970 года. Коллегами Леннона по сессии были Джордж Харрисон, Клаус Форман, Алан Уайт и Билли Престон — все они выступали на рождественском концерте Peace for Christmas в декабре 1969 года в составе Plastic Ono Band. Звукорежиссёром «Instant Karma!» стал основатель британского лейбла EMI Фил Макдональд. Продюсировал сессию Фил Спектор, опоздавший на запись после того, как Харрисон нашёл его в офисе Apple и настоял на его присутствии.
По словам исследователя The Beatles Брюса Спайзера, до наложений основной трек включал вокал, акустическую гитару (Леннон), электрогитару (Харрисон), орган (Престон) бас (Форман) и ударные (Уайт). Леннон позже вспоминал о записи: «Фил [Спектор] пришёл и спросил: „Что ты хочешь, чтобы это из себя представляло?“. Я ответил: „Пятидесятые“, а он сказал „Правильно“, и БУМ!… он воспроизвёл это, и вот оно». В песне используется такой же эффект эха, как и в записях лейбла Sun Records 1950-х годов.
«Там был один маленький парень, разгуливающий с надписью „PS“ на рубашке, и я подумал: „Кто этот парень?“… Когда он включил воспроизведение [после записи], это было просто невероятно. Во-первых, было до смешного громко, ещё со звонами всех этих инструментов, и в песне было такое движение. Когда я впервые ощутил разницу между оригинальной записью и звуком в диспетчерской, это было ошеломляюще. И я сразу понял, кто он такой — Фил Спектор».
Музыканты записали десять дублей начав в 19:00 и закончив в полночь, для наложения был выбран последний. Чтобы создать то, что биограф Спектора Марк Рибовски называет «„стеной звука“ из четырёх человек», Леннон добавил к основному треку рояль, Харрисон и Уайт — ещё одно пианино, а Форман играл на электрическом пианино. Кроме того, дорожный менеджер The Beatles Мэл Эванс наложил перезвоны (или оркестровые колокола), а Уайт добавил вторую, приглушённую партию барабана. Вместо инструментального соло в третьем куплете Леннон продемонстрировал «хрюканья и стоны». Леннон почувствовал, что в припеве чего-то не хватает, и поэтому Престона и Эванса отправили в ближайший ночной клуб, чтобы привести группу людей для бэк-вокала. Эти новички, все музыканты, а также Аллен Клейн, примерно за три часа записали три дорожки бэк-вокала к припеву, Харрисон руководил пением. Барабаны Уайта взяли на себя роль ведущего инструмента, занимая видное место в миксе.
Хотя Леннон и Спектор разошлись во мнениях по поводу звучания баса, Леннон был в восторге от работы продюсера над «Instant Karma!». Биограф Спектора Ричард Уильямс писал в 1972 году: «Ни одна пластинка The Beatles никогда не обладала таким уникальным звучанием; Спектор использовал эффект эха, чтобы добиться реверберации барабанов, как будто кто-то шлёпает мокрой рыбой по мраморной плите, и голоса звучали глухо и слабо». В Лос-Анджелесе Спектор хотел добавить к треку струнную секцию, но Леннон настоял на том, чтобы запись осталась без изменений.
«Instant Karma!» была первой из многих записей, связанных с The Beatles, над которыми Спектор работал в начале 1970-х годов. По словам автора книги Beatles Forever Николаса Шэффнера, Спектор «прошёл прослушивание», лишь недавно вернувшись к продюсированию после коммерческого провала сингла Айка и Тины Тёрнеров 1966 года «River Deep — Mountain High» в Америке . Леннон и Харрисон были настолько впечатлены его продюсированием, что попросили Спектора поработать над последним альбомом The Beatles Let It Be, а затем спродюсировать их сольные альбомы John Lennon/Plastic Ono Band и All Things Must Pass. Леннон и Харрисон в 1960-е годы были поклонниками работы Спектора с The Ronettes и другими вокальными группами. Позже Леннон заявил, что ещё до 1970 года The Beatles обсуждали кандидатуру Спектора в качестве альтернативы их обычному продюсеру Джорджу Мартину.

## Релиз
«Instant Karma!» считается одним из самых быстрых релизов в истории поп-музыки. Песня поступила в британские магазины звукозаписи всего через десять дней после того, как она была написана. Слоган Apple Records в рекламе сингла гласил: «Написано, записано, ремикшировано 27 января 1970 года». Леннон отмечал, что он «написал это на завтрак, записал на обед, и мы выпускаем это на ужин». Apple выпустили сингл 6 февраля в Великобритании, где в качестве авторов указали Plastic Ono Band, и 20 февраля в Америке, где сторона «А» была переименована в «Instant Karma! (We All Shine On)» и приписывалась «Джону Оно Леннону». В последний час сессии 27 января было сделано четыре стереомикса, последний из которых был выпущен на британском сингле. Для американского релиза Спектор сделал ремикс на «Instant Karma!» без ведома Леннона. Продолжая подход предыдущих синглов Plastic Ono Band, «Give Peace a Chance» и «Cold Turkey», сторона «Б» представляла собой композицию Оно, в данном случае «Who Has Seen the Wind?».
Как и в случае с «Cold Turkey», на стандартной обложке стороны «А» сингла Apple Records была надпись «PLAY LOUD», как в Великобритании, так и в Америке. Надпись на этикетке стороны «Б» «PLAY QUIET» (или «PLAY SOFT» в США) отражала мягкое звучание «Who Has Seen the Wind?». На лицевой стороне американского издания была чёрно-белая фотография Леннона вместе с благодарностью продюсеру, в то время как на оборотной стороне была аналогичная фотография Оно.

### Продвижение
После широко разрекламированной пацифистской кампании Леннонов пресс-секретарь Apple Дерек Тейлор был озабочен тем, что СМИ утратили к ним интерес. 4 февраля 1970 года Леннон и Оно устроили рекламный трюк в Black Centre на севере Лондона, где пожертвовали свои волосы, помещённые в большой пластиковый пакет, а также постер нового сингла чёрному активисту Майклу Икс в обмен на пару окровавленных боксёрских трусов Мухаммеда Али. По словам Тейлора, шумиха вокруг действий музыканта не имела реальных последствий: мероприятие посетило немало представителей прессы, но «никто ничего не напечатал».
Для продвижения «Instant Karma!» 11 февраля Леннон и Оно снялись в ролике Top of the Pops на телевидении BBC в Западном Лондоне. Участие принимали Уайт, Форман, Эванс и диджей Бернард Патрик Фэллон. Репетиция с камерой проходила с 15:30, а выступление вместе со студийной публикой записывалось с 19:30 до 22:00.
В то время как другие музыканты использовали фонограмму, Леннон спел живой вокал поверх микса инструментального трека, подготовленного инженером EMI Джеффом Эмериком. Это было первое появление в программе кого-либо из The Beatles после 1966 года, а также первое публичное представление нового внешнего вида Леннонов с остриженными волосами. Две из четырёх записанных версий «Instant Karma!», известные как «Вязание» и «Визитная карточка», вышли в эфир 12 и 19 февраля, соответственно.
Клипы отличаются друг от друга одеждой Леннона и ролью Оно, вокруг чего, по описанию Роберта Родригеса, было организовано выступление на сцене. В клипе «Вязание» Леннон одет в чёрный джемпер с круглым вырезом, в то время как Оно сидит у своего пианино с завязанными глазами и всё время вяжет. В «Визитной карточке» Леннон носит рубашку с цветочным узором под джинсовой курткой, в то время как Оно сидит на табурете, держит серию открыток с загадочными словами и говорит в свой микрофон. Послания на открытках включают «Улыбку», «Надежду» и «Мир». Хотя Оно, по-видимому, играет более активную роль, ей снова завязывают глаза, и слова, которые она произносит, не слышны. Кроме того, для трансляции 19 февраля вокал Леннона был обработан с помощью эха.
Леннон и Оно продвигали сингл, появившись на шоу Императора Роско на BBC Radio 1 «Midday Spin» вскоре после выхода в эфир клипа «Визитная карточка». В ответ на многочисленные письма с вопросами о её роли в выступлении на Top of the Pops Оно заявила: «Повязка на глазах означает для меня, что все люди в мире подобны слепцам… табурет был похож на рощу… И все сидят в роще с завязанными глазами и стараются изо всех сил, понимаете». Родригес описывал оба клипа как «потрясающе увлекательные, обеспечивающие подходящие динамичные визуальные эффекты для мощной песни». Он считал, что «Визитная карточка» намного более душевна, благодаря блестящей работе Уайта и студийных танцоров. По мнению исследователя медиа Майкла Фронтани, неопрятная причёска Леннона и Оно с короткой стрижкой соответствовала «новой повестке» пары на 1970 год. В тот год Леннон всё ещё подвергался критике со стороны левых за отказ от их принципов в сингле The Beatles 1968 года «Revolution» и поэтому стремился к «большей конфронтации с системой». Фронтани пишет об образе Леннона в Top of the Pops: «Это разительно расходилось с его битловским прошлым. Леннон, выглядевший оборванным и уродливым по сравнению с образом битла, нашёл способ ещё более радикально порвать со своим прошлым поп-звезды».

### Коммерческий успех и последствия
«Instant Karma!» стала коммерчески успешной, достигнув 3-го места в американском чарте Billboard Hot 100, 2-го места в Канаде и 5-го места в чарте синглов Великобритании. Сингл попал в десятку лучших в нескольких других европейских странах и в Австралии. Релиз состоялся за два месяца до того, как Пол Маккартни публично объявил о распаде The Beatles, чей предпоследний сингл, спродюсированный Джорджем Мартином, — «Let It Be» — конкурировал с пластинкой Леннона в чартах США. «Instant Karma!» стал первым синглом соло-битла, продажи которого в США достигли одного миллиона копий, получив золотую сертификацию Американской ассоциации звукозаписывающих компаний 14 декабря 1970 года. До смерти Леннона в декабре 1980 года, «Instant Karma!» оставался его единственным золотым синглом, сертифицированным Американской ассоциацей звукозаписывающих компаний.
Несмотря на заявленные намерения Леннона и Оно, выручка от продажи их волос с аукциона пошла центру Майкла Икс, а не движению за мир; по словам автора Beatles Diary Барри Майлза, обещание пожертвовать гонорары также было «незаметно забыто». В марте 1970 года Леннон публично порвал отношения с организаторами запланированного фестиваля мира в Торонто, когда он и Оно начали первичную терапию под наблюдением Артура Янова. Джон Винн пишет, что средства от продажи волос на аукционе планировалось передать Black Centre — штаб-квартире различных «black power»-организаций; Джон и Йоко затем выставили бы трусы [Мухаммеда Али] на аукцион, чтобы собрать деньги для своего фестиваля мира. Перед тем, как отправиться в Калифорнию для интенсивной терапии, Леннон обвинил Маккартни в том, что он использовал распад The Beatles для продажи своего альбома McCartney. Музыкант признался, что предпочёл бы самостоятельно объявить о распаде за несколько месяцев до этого, чтобы продвинуть свой собственный сольный релиз.

## Восприятие
После релиза Крис Уэлш из Melody Maker заявил: «Мгновенный хит! Джон Леннон поёт как никогда хорошо». Уэлш положительно оценил «эхо-камеру рок-н-ролла на посредственном, но выразительном вокале», превосходную игру на барабанах. По его словам, это было «лучшее буги-вуги от „The Plastics“ [Plastic Ono Band] на сегодняшний день». Record World поставил песню первой в списке «Выбор сингла недели», отметив: «Джона Оно Леннона теперь продюсирует Фил Спектор. „Мгновенная карма“… достанет ТЕБЯ». Cashbox также предсказал успех: «„Instant Karma!“ добралась до Нью-Йорка, полная реверберация гремит, а внутренности Леннона изливаются наружу — это увлекает и затягивает». В 1975 году Чарльз Шаар Мюррей в статье для New Musical Express написал о «неистовом, отчаянном оптимизме» песни и оценил её как «классическую». Журналист добавил: «Я не могу вспомнить никого другого, кто выпустил бы двух таких абсолютных убийц подряд», имея ввиду «Cold Turkey».
Критик The Village Voice Роберт Кристгау назвал «Instant Karma!» лучшей политической песней Леннона, а некоторые другие рецензенты считали её лучшей записью исполнителя после The Beatles. В книге 1975 года The Beatles: An Illustrated Record Рой Карр и Тони Тайлер представили «Instant Karma!» как «энергичного маленького рокера», который «обязан как искусной постановке Фила Спектора, так и энергичности всего исполнения», в котором «барабанщик Алан Уайт превосходен». Роберт Родригес тоже отметил игру Уайта на барабанах среди «коллективного гения» всех музыкантов на «Instant Karma!» и заключил, что в истории рок-н-ролла трудно найти более плодотворный день (имея ввиду день записи — 27 января 1970 года). В 1981 году критик New Musical Express Боб Уоффинден написал о сингле: «Это было превосходно. Леннон был в свойственной ему манере прост и прямолинеен, но на этот раз в песне с одним из тех чудесных рефренов, которые остаются в памяти».
Биограф Леннона Джон Винер восхищался глубоким голосом и неотразимым звуком записи. Филипп Норман считал, что песня по темпу напоминает «Cold Turkey», «но гораздо более расслабленная и юмористичная». Норман добавил, что постановка Спектора придала голосу Леннона «напряжённую выразительность, которой у него не было со времён „Norwegian Wood“». Биограф Саймон Ленг похвалил запись, отметив важность сессии для карьеры Джорджа Харрисона (текст песни затрагивает темы, которые Харрисон позднее подробно развивал в своём творчестве). 
В 1989 году Rolling Stone оценил «Instant Karma!» как 79-й лучший сингл за предыдущие 25 лет. Авторы из Stereogum Тимоти и Элизабет Брейси назвали «Instant Karma!» величайшей сольной песней Леннона, назвав её «воодушевляющим жестом и доказательством того, что Леннону не нужен никто — даже The Beatles — чтобы создавать вневременную музыку». В NME Originals: Beatles — The Solo Years 1970—1980,  назвал песню второй, после «Cold Turkey», из «десяти сольных жемчужин» Леннона с комментарием: «„Instant Karma!“ воплощает парадокс Леннона, объединяя идеализм хиппи и первобытную энергию рок-н-ролла в волнующем миксе». Мэтт Мелис из Consequence of Sound в 2009 году поместил её на третье место в своём списке «Десяти лучших песен экс-битлов». Согласно сайту Acclaimed Music, «Instant Karma!» также фигурировала в нескольких списках лучших песен: The 1001 Greatest Singles Ever Made Дэйва Марша (1989; под номером 638), 1000 Songs that Rock Your World Дэйва Томпсона (2011; номер 56), «The 100 Best Songs of the 1970s» журнала New Musical Express (2012; номер 77) и «The 1001 Best Songs Ever» журнала Q (2003; номер 193). Зал славы рок-н-ролла включает композицию в число «500 песен, которые сформировали рок-н-ролл».

## Переиздания и живое исполнение
Леннон исполнил «Instant Karma!» на своём последнем полноформатном выступлении — благотворительном концерте «One to One», состоявшемся в Мэдисон-сквер-гарден в Нью-Йорке 30 августа 1972 года. Его бэк-бэнд состоял из группы Elephant's Memory, в дополнение к Оно и барабанщику Джиму Келтнеру. Запись этого концерта вышла в 1986 году под названием Live in New York City.
Впервые «Instant Karma!», хотя и слегка отредактированный по длине, появился в сборнике Леннона 1975 года Shaved Fish. Юриш и Билен отмечают, что «рекламная гипербола», присущая названию песни, благодаря включению восклицательного знака, придаёт дополнительный акцент песне на обложке этого альбома. Песня фигурировала — часто с полным названием «Instant Karma! (We All Shine On)» — на многочисленных посмертных сборниках, включая The John Lennon Collection (1982), бокс-сет Lennon (1990), Lennon Legend (1997), Instant Karma: All-Time Greatest Hits (2002), Working Class Hero: The Definitive Lennon (2005) и Power to the People: The Hits (2010).
В июле 1992 года «Instant Karma!» при поддержке «Oh My Love» была переиздана в качестве сингла в Нидерландах. Первоначально его копии распространялись вместе с ранними изданиями The John Lennon Video Collection. Когда этот сингл был выпущен в остальных странах Европы (за исключением Великобритании), переиздание получило две дополнительные стороны «Б»: «Mother» и «Bless You».
Из двух выступлений на Top of the Pops 1970 года версия «Визитная карточка» появилась в октябре 1992 года в сборнике The John Lennon Video Collection, в то время как «Вязание» в 2003 году было ремикшировано и расширено для выпуска на DVD Lennon Legend. Версия «Вязание» также была включена в британское переиздание сингла Леннона и Оно «Happy Xmas (War Is Over)», выпущенное 8 декабря того же года.

## Кавер-версии и культурные отсылки
Список исполнителей, которые записали кавер на «Instant Karma!», включает Toad the Wet Sprocket, Пола Уэллера, Duran Duran, Tater Totz с Шери Кэрри и Tokio Hotel. В 2007 году правозащитная организация Amnesty International выпустила сборник с несколькими исполнителями под названием Instant Karma: The Amnesty International Campaign to Save Darfur — для него кавер-версию «Instant Karma!» записали U2. В 2022 году американская группа Bleachers, основанная певцом и продюсером Джеком Антоноффым, сделала кавер на песню для саундтрека к мультфильму «Миньоны: Грювитация».
Название романа ужасов Стивена Кинга «Сияние» (англ. The Shining) 1977 года взято из строчки Леннона «Мы все сияем» (англ. We all shine on). Кинг собирался назвать книгу The Shine, но отказался от этой идеи, поскольку «shine» использовалось как уничижительный термин для чернокожих.
В 1988 году Оно разрешила компании по производству обуви и одежды Nike включить «Instant Karma!» в рекламную кампанию. Годом ранее из-за общественного резонанса она была вынуждена отозвать разрешение на использование той же компанией песни The Beatles «Revolution». Режиссёром ролика стал Дэвид Финчер. Звукозаписывающий лейбл Instant Karma Records был назван в честь песни. The Flaming Lips записали свой трек «I Don’t Understand Karma» в 2009 году в качестве ответа на «Instant Karma!».

## Участники записи
Согласно Гарри Каслману и Уолтеру Дж. Подразику, за исключением случаев, когда отмечено:
- Джон Леннон — ведущий вокал, акустическая гитара, фортепиано[45], бэк-вокал;
- Джордж Харрисон — электрогитара, фортепиано, бэк-вокал;
- Клаус Форман — бас-гитара, электрическое пианино, бэк-вокал;
- Алан Уайт — ударные, фортепиано, бэк-вокал;
- Билли Престон — орган Хаммонда, бэк-вокал;
- Йоко Оно — бэк-вокал;
- Мэл Эванс — колокольчики, хлопки в ладоши, бэк-вокал;
- не указан — бубен[61];
- Аллен Клейн и гуляки из лондонского клуба Хэтчетт — бэк-вокал[65].

## Чарты

### Еженедельные чарты
| Чарт (1970)                                 | Высшая позиция |
| ------------------------------------------- | -------------- |
| Австралия (Go-Set National Top 40)          | 5              |
| Австрия (Ö3 Austria Top 40)                 | 4              |
| Валлония (Ultratop Singles)                 | 4              |
| Канада (RPM 100)                            | 2              |
| Нидерланды (MegaChart Singles)              | 7              |
| Ирландия (Irish Singles Chart)              | 3              |
| Япония (Oricon Singles Chart)               | 58             |
| Новая Зеландия (New Zealand Listener Chart) | 4              |
| Норвегия (VG-lista Singles)                 | 9              |
| Швеция (Kvällstoppen Chart)                 | 4              |
| Швейцария (Swiss Hitparade)                 | 9              |
| Великобритания (UK Singles Chart)           | 5              |
| США (Billboard Hot 100)                     | 3              |
| США (Cashbox)                               | 3              |
| ФРГ (Media Control Chart)                   | 3              |

| Чарт (1992)                           | Высшая позиция |
| ------------------------------------- | -------------- |
| Швейцария (Singles Top 75)            | 31             |
| Германия (Offizielle Deutsche Charts) | 82             |

### Ежегодные чарты
| Чарт (1970)                 | Высшая позиция |
| --------------------------- | -------------- |
| Канада RPM 100              | 21             |
| Нидерланды (Single Top 100) | 81             |
| США Billboard Year-End      | 34             |
| США Cashbox                 | 20             |

## Сертификации
| Регион                                                      | Сертификация | Продажи    |
| ----------------------------------------------------------- | ------------ | ---------- |
| США (RIAA)                                                  | Золотой      | 1 000 000^ |
| ^ Данные о тиражах приведены только на основе сертификации. |              |            |

## Комментарии
1. ↑  В то время как The Beatles были неактивны как группа в течение последующих месяцев, Джордж Харрисон, Пол Маккартни и Ринго Старр собрались вместе в последний раз в январе 1970 года, чтобы записать песню «I Me Mine» Харрисона и завершить «Let It Be» Маккартни для включения их в альбом-саундтрек к документальному фильму «Пусть будет так»[35]. Во время своего пребывания в Ольборге Леннон поддерживал связь с Харрисоном по телефону[36], но не вернулся в Лондон для этих сессий[37].
2. ↑  По воспоминаниям Харрисона, Престон в этот момент не присутствовал. Он также утверждал, что Леннон играл на фортепиано, а не на гитаре[33].
3. ↑  Такие авторы, как Ричард Уильямс[45], Мик Браун[52], Марк Льюисон[3] и Рибовски[53] утверждают, что Леннон играл на фортепиано, некоторые источники указывают на электрическое пианино в качестве его клавишного инструмента в песне[39][54].
4. ↑  Леннон официально изменил своё имя[англ.] 22 апреля 1969 года, добавив «Оно» в качестве второго имени. Хотя после этого он использовал имя Джон Оно Леннон, в официальных документах он упоминался как Джон Уинстон Оно Леннон[68].
5. ↑  Каталожным номером сингла стал Apple 1003 в Великобритании и Apple 1818 в Америке[69].
6. ↑  Автор Джон Винер тоже пишет о незаинтересованности средств массовой информации к концу 1969 года. Он цитирует утверждение исполнительного директора Apple Питера Брауна[англ.] о том, что новое дело Леннона «разрушило последние остатки доверия к нему у журналистов»[78].
7. ↑  Как и в случае с пресс-конференцией с Майклом Иксом, репетиции Леннонов и выступления в Tops of the Pops были одновременно сняты Тони Коксом для возможного документального фильма об этой паре[79].
8. ↑  В списках США, составленных журналами Cashbox и Record World, песня достигла 3-го места[90], в то время как в британском чарте Melody Maker она остановилась на 4-м месте[91].
9. ↑  Награда была вручена в тот же день, когда дебютный сингл Харрисона «My Sweet Lord» был сертифицирован Американской ассоциации звукозаписывающих компаний как золотой[91], однако релиз этой песни в США состоялся через девять месяцев после «Instant Karma!»[95]
10. ↑  Обложка Apple для Shaved Fish содержала иллюстрации Майкла Брайана к каждому треку сборника. «Instant Karma!» была изображена в виде банки растворимого кофе со снятой крышкой и лежащей рядом ложкой[127].